# Просекино
Просекино — деревня в Томском районе Томской области России. Входит в состав Богашёвского сельского поселения.

## География
Деревня находится в юго-восточной части Томской области, в пределах подтаёжно-лесостепного района таёжной зоны, на левом берегу реки Басандайки, на расстоянии примерно 3 километров (по прямой) к югу от города Томска. Абсолютная высота — 89 метров над уровнем моря.
Часовой пояс
Деревня Просекино, как и вся Томская область, находится в часовой зоне МСК+4. Смещение применяемого времени относительно UTC составляет +7:00.

## История
Основана в 1659 году. 
По данным 1926 года, в деревне имелось 26 хозяйств и проживало 88 человек (в основном — русские). В административном отношении входила в состав Писаревского сельсовета Коларовского района Томского округа Сибирского края.

## Население
| 2008 | 2009 | 2010 | 2011 | 2012 | 2013 | 2014 |
| ---- | ---- | ---- | ---- | ---- | ---- | ---- |
| 1    | →1   | ↗5   | →5   | →5   | →5   | →5   |
| 2015 | 2021 |      |      |      |      |      |
| ↗6   | ↘0   |      |      |      |      |      |

Половой состав
По данным Всероссийской переписи населения 2010 года в гендерной структуре населения мужчины составляли 60 %, женщины — соответственно 40 %.

## Улицы
В деревне имеется единственная улица — Энергетическая, но, при этом, присутствуют дома, не приписанные к улице (владение 2).